# Andrzej Leśniak (entomolog)
Andrzej Leśniak (ur. 3 stycznia 1935 w Warszawie) – polski entomolog.

## Życiorys
W 1956 uzyskał stopień inżyniera, w 1970 doktoryzował się, w 1977 habilitował, a w 1995 został profesorem Akademii Świętokrzyskiej w Kielcach. Jest entomologiem leśnym i kolepterologiem, zajmował się ekologią, zoogeografią oraz monitoringiem biegaczowatych (Coleoptera: Carabidae). Zaprojektował i wdrożył monitoring ekosystemów leśnych oraz monitoring leśnych zwierząt glebowych. Opisał nowy mechanizm homeostazy w układzie "roślina żywicielska - owad fitofagiczny". Wykrył i ocenił znaczenie efektu grupy u Dendrolimus pini L, opisał szczegółowo ekologię tego szkodnika. Dokonał ekologiczno-faunistycznej inwentaryzacji biegaczowatych w 23 typach siedliskowych pięciu parków narodowych Polski.
Dorobek naukowy Andrzeja Leśniaka obejmuje 208 publikacji, w tym 29 oryginalnych prac badawczych.

## Odznaczenia i nagrody
- Zespołowa Nagroda Państwowa (1980);
- Złota Odznaka Polskiego Towarzystwa Entomologicznego (1983);
- Srebrna Odznaka Polskiego Towarzystwa Leśnego (1985);
- Złoty Krzyż Zasługi (1990);
- Medal „Za Zasługi dla Rozwoju Polskiego Towarzystwa Entomologicznego” (1998);
- Medal Komisji Edukacji Narodowej.